# Grapeview (Washington)
Grapeview  est une census-designated place américaine de l'État de Washington dans le comté de Mason. Elle a été créée lors du recensement de 2010, où la census-designated place d'Allyn-Grapeview a été séparée en deux, Allyn et Grapeview.
La population était de 954 habitants en 2010.